# Scetticismo scientifico

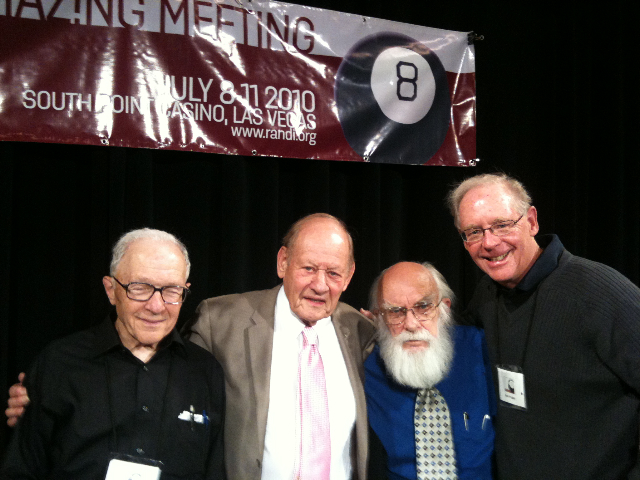
Autorevoli scettici del Nordamerica: Ray Hyman, Paul Kurtz, James Randi e Kendrick Frazier.

Lo scetticismo scientifico o zetetica è una posizione epistemologica che si focalizza essenzialmente sulla pratica di domandarsi se determinate affermazioni siano sostenute o meno da adeguate argomentazioni basate sulla ricerca empirica e riproducibilità, come previsto dalla metodologia che segue l'"incremento del sapere certificato". Ad esempio, Robert K. Merton afferma che tutte le idee devono essere provate e sottoposte ad un esame minuzioso e rigoroso.

## Storia
Secondo Daniel Loxton, storico dello scetticismo, “lo scetticismo è una storia senza inizio e senza fine”, sostenendo che dubitare e indagare affermazioni straordinarie è vecchio quanto l'umanità.  Ci sono numerosi esempi di persone che svolgevano indagini critiche, scrivevano libri o si esibivano in pubblico contro truffatori e superstizioni popolari; ad esempio: Luciano di Samosata (II secolo), Michel de Montaigne (XVI secolo), Thomas Ady e Thomas Browne (XVII secolo), Antoine-Laurent de Lavoisier, Benjamin Franklin (XVIII secolo), e tanti altri filosofi, scienziati e illusionisti, durante il XIX secolo e inizio XX secolo, fino a Harry Houdini e anche dopo. Tuttavia, il riunirsi in gruppi e associazioni che indagano fenomeni del paranormale e della scienza di confine per gli scettici è un avvenimento moderno.
Loxton cita il Comité Para (1949) belga come l'organizzazione scettica più vecchia “ad ampio mandato”; sebbene preceduta dall'olandese Vereniging tegen de Kwakzalverij (1881), che è considerato l'organizzazione scettica più vecchia in assoluto. La VtdK focalizza la sua attenzione sulla lotta alla ciarlataneria, quindi ha un "mandato stretto". Il Comité Para è stato in parte formato come risposta all'industria predatoria di falsi sensitivi che sfruttavano i parenti in lutto di persone scomparse durante la Seconda Guerra mondiale. In contrasto, Micheal Shermer rintraccia le origini del moderno movimento di scetticismo scientifico nel libro di Martin Gardner del 1952 Fads and Fallacies in the Name of Science (Nel nome della scienza edizione in italiano del 1999). Nel 1968 è stata fondata l'AFIS (Association française pour l'information scientifique) in Francia.
Sebbene la maggior parte degli scettici del mondo inglese considerino la fondazione di CSICOP nel 1976 “la nascita dello scetticismo moderno”, il fondatore Paul Kurtz l'ha modellata come il Comté Para, anche nel nome. La motivazione di Kurtz era "l'essere costernato (…) dall'onda crescente di credenza nel paranormale e la mancanza di spiegazioni scientifiche adeguate a queste affermazioni.” Malgrado non fosse l'organizzazione più vecchia, CSICOP è stata "la prima organizzazione scettica nordamericana di successo con ampio mandato contemporanea", che ha diffuso l'uso dei termini 'scettico' e 'scetticismo' attraverso la sua rivista, Skeptical Inquirer, e ha ispirato la fondazione di molte altre associazioni di scettici in tutto il mondo, specie in Europa.
Tra queste ci sono Australian Skeptics (1980), Vetenskap och Folkbildning (Svezia, 1982), New Zealand Skeptics (1986), GWUP (Austria, Germania e Svizzera, 1987), Skepsis r.y. (Finlandia, 1987), Stichting Skepsis (Olanda, 1987), CICAP (Italia, 1989) e SKEPP (lingua olandese in Belgio, 1990). Gli Astronomi sono spesso stati nella culla delle organizzazioni scettiche, ma anche gli illusionisti come James Randi, che ha fondato la James Randi Educational Foundation (JREF) nel 1996, sono stati strumentali nell'esporre ciarlatani, rendendo noti i loro inganni.
Randi ha ideato il One Million Dollar Paranormal Challenge, un invito a chiunque di dimostrare che le loro affermazioni siano vere. Altre importanti associazioni americane di seconda generazione sono Skeptics Society (fondata nel 1992 da Micheal Shermer), New England Skeptical Society (fondata nel 1996) e Independent Investigations Group (formato nel 2000 da James Underdown). Dopo le Rivoluzioni del 1989, L'Europa dell'Est ha visto un forte aumento della ciarlataneria e delle credenze paranormali che non erano più contenute dai regimi secolari comunisti, e la cui importazione dall'Occidente era ostacolata dalla Cortina di ferro (come ad esempio l'omeopatia), favorendo la fondazione di numerose associazioni di scettici per la tutela dei consumatori. Tra queste Czech Skeptics' Club Sisyfos (1995),  the Hungarian Skeptic Society (2006), Polish Sceptics Club (2010) e Skeptic Society (2013) di lingua russa.
Dal 1989 in Europa, si svolge l'European Sketpics Congress (ESC) che è coordinato dall'European Council of Skeptical Organizations dal 1994. Negli Stati Uniti, The Amazing Meeting (TAM) ospitato da JREF a Las Vegas, la più importante conferenza sullo scetticismo dal 2003, con due conferenze spin-off a Londra, nel Regno Unito (2009 e 2010) e una a Sydney, Australia (2010). Dal 2010 la Merseyside Skeptics Society e Greater Manchester Skeptics organizzano Question, Explore, Discover (QED) a Manchester, Regno Unito. Sei congressi a livello mondiale sono stati organizzati finora: Buffalo, New York (1996), Heidelberg, Germania (1998), Sydney, Australia (2000), Burbank, California (2002), Abano Terme, Italia (2004) e Berlino, Germania (2012).

## Descrizione

### Portata dell'espressione

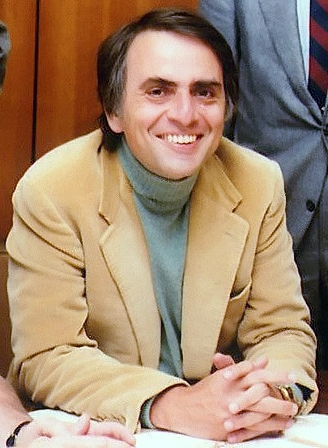
Carl Sagan

L'espressione scetticismo scientifico o scetticismo razionale è una forma di scetticismo metodologico ovvero un atteggiamento di analisi critica, guidato dal dubbio rivolto verso tutte quelle affermazioni, teorie o enunciati che pretendono di avere carattere di scientificità, ma che ancora non sono passate al vaglio rigoroso delle regole del metodo sperimentale. La costante attenzione al metodo sperimentale ed al sapere scientifico lo distinguono dallo scetticismo filosofico, basato invece su un atteggiamento di dubbiosità nei confronti della realtà nella sua totalità.
L'espressione è stata coniata nella seconda metà del XX secolo, in seguito ai lavori e al pensiero di alcuni ricercatori, soprattutto statunitensi, fra cui Carl Sagan, Colin Groves. Il Nuovo Scetticismo (New Skepticism) descritto da Paul Kurtz è scetticismo scientifico.
Il termine scettico è utilizzato in riferimento all'assunzione di una posizione critica verso una situazione, spesso fondata sui principi del pensiero critico e del metodo scientifico (che costituiscono i principi dello scetticismo scientifico), al fine di valutare la validità di una certa affermazione o di una certa pratica. Questa prospettiva pone in primo piano l'evidenza empirica, ritenendola il modo migliore per verificare la validità di un'affermazione.

### Definizioni
Lo scetticismo scientifico è stato definito così:

### Caratteristiche
Gli scettici scientifici credono che l'indagine empirica della realtà conduce alla verità e che il metodo scientifico è il metodo più adatto a questo scopo.
Gli scettici scientifici cercano di valutare le affermazioni in base alla loro verificabilità e falsificabilità, e scoraggiano l'accettazione di affermazioni sulla base della fede o degli aneddoti. Spesso, gli scettici focalizzano le loro critiche su delle affermazioni che essi considerano non plausibili, dubbiose o chiaramente contrarie alla scienza generalmente accettata. Gli scettici scientifici non asseriscono che affermazioni singolari o insolite debbano essere automaticamente scartate a priori, ma essi argomentano, che affermazioni sul paranormale o su fenomeni anormali debbano essere esaminate in modo critico, e che prima di poter accettare la validità delle affermazioni straordinarie, esse debbano essere corredate da prove straordinarie.
Dal punto di vista scientifico, le teorie vengono giudicate da molti criteri, come ad esempio la falsificabilità, il Rasoio di Occam e il loro potere di spiegazione, e il grado in cui le previsioni fatte si avvicinino ai risultati sperimentali. Lo scetticismo fa parte del metodo scientifico; per esempio un risultato sperimentale non è considerato assodato finché non è stato dimostrato ripetibile in maniera indipendente. La comunità di scettici scientifici focalizza la sua attenzione, tradizionalmente su 'quello' che le persone credono e non il 'perché' essi credono, in una credenza sostenuta da poche prove. Questi motivi possono essere di natura psicologica, cognitiva oppure istintiva.

#### Esempi
Alcuni argomenti messi in discussione nella letteratura dello scetticismo scientifico comprendono: le affermazioni che circondando certi alimenti, procedure e medicine alternative; la credibilità e l'esistenza di abilità sorannaturali (ad esempio lettura dei tarocchi), di entità (ad esempio spiriti, angeli, dei - incluso Zeus); di mostri della criptozoologia (ad esempio il Mostro di Loch Ness); così come creazionismo/disegno intelligente, radioestesia, le teorie del complotto e altre affermazioni che lo scettico ritiene essere improbabili, su basi scientifiche.

### Scetticismo e inerzia
Non vanno confuse con lo scetticismo quelle posizioni di conservatorismo e quella difesa di posizioni di potere, esistenti anche nell'ambito scientifico, spesso giustificate in termini di scettica prudenza, che negano aprioristicamente nuove idee o concetti che comprometterebbero le carriere di studiosi e gli interessi economici basati su teorie o tecnologie diverse.
Ogni nuova idea, soprattutto se comporta (come nei celebri casi della relatività di Albert Einstein e della meccanica quantistica di Heisenberg) un cambiamento radicale nella visione del mondo dominante, tende sempre ad incontrare la resistenza del pubblico scientifico talvolta correndo il rischio di venire osteggiata e di essere inizialmente scartata.
Di conseguenza, nell'arco della storia, a ben più di uno scienziato è stata assegnata la patente di ciarlatano, come nel caso di Michael Faraday, all'atto della presentazione della sua scoperta della corrente elettrica indotta da un magnete, o dei fratelli Wright, il cui primo volo fu ridicolizzato persino dalla rivista Scientific American, la quale, mettendo in dubbio addirittura che il fatto fosse realmente accaduto, parlò di volo "presunto", basandosi su argomentazioni per le quali "un simile volo non sarebbe stato possibile" (1905).
La differenza tra la scienza e le pseudo-scienze è che il metodo scientifico permette infine, attraverso la ripetizione degli esperimenti, l'accoglimento delle nuove teorie e la sconfitta degli "scettici" (ovvero dei conservatori), mentre le pseudo-scienze, che non si sentono obbligate a dimostrare quanto affermano, possono rimanere invariate anche per millenni nonostante sia cambiato completamente il campo che affermano di studiare. Lo scetticismo è insomma un atteggiamento mentale che non considera assodata un'affermazione fino a che essa non sia dimostrata, mentre il conservatorismo e l'attaccamento al potere che si spaccia per scetticismo rifiuta di prendere in considerazione un'affermazione anche dopo che essa sia stata provata.

In definitiva, come affermò il fisico Max Planck nel suo libro The Philosophy of Physics, del 1936, 

### Scetticismo e pseudoscienza
L'ambiente delle pseudoscienze, principalmente paranormale, e dell'ufologia, costituisce uno dei principali campi di analisi e di dibattito di chi pratica lo scetticismo scientifico. Coloro che credono in alcune delle pseudoscienze accusano lo scetticismo scientifico, a loro avviso mentalmente gretto, di inibire il progresso delle scienze. Carl Sagan, scettico ed astrofisico, ha ribattuto che: sì, la mente va tenuta ben aperta, ma non così tanto che il cervello ne cada fuori. D'altro canto, in accordo al dubbio lo scetticismo scientifico afferma che non è possibile negare a priori qualcosa solo perché non è stato approntato un esperimento adatto a confermarlo o a smentirlo. Su questa linea, alcuni scettici accusano coloro che sostengono fermamente l'impossibilità di una certa cosa di mancanza di scetticismo scientifico (per il quale nessuna conclusione va considerata definitiva).
Alcune persone, chiamate in inglese debunker (tra cui James Randi, Basava Premanand, Penn & Teller e Harry Houdini) si sono dedicati all'esame dei cosiddetti “fenomeni paranormali”, a volte verificandone l'infondatezza (al momento dell'esecuzione dell'esperimento in condizioni controllate, il soggetto “perdeva” i suoi poteri), altre volte addirittura smascherandone la falsità (in condizioni controllate, il soggetto “dotato” veniva scoperto a compiere trucchi da prestigiatore).
Joe Nickell, investigatore del paranormale mette in guardia i debunker: le affermazioni del paranormale vanno affrontate in modo serio e senza alcun pregiudizio. .

#### Pericoli della pseudoscienza
Lo scetticismo è un approccio alle affermazioni strane o insolite, in cui il dubbio è preferibile alla credenza, data la mancanza di prove definitive. Generalmente, gli scettici considerano credenze nell'ipotesi extraterrestre (IET) e nei poteri psichici fuorviati perché non esiste alcuna prova empirica a supporto di tali fenomeni. Platone, filosofo greco antico, credeva che liberare gli altri dall'ignoranza, a dispetto di una resistenza iniziale, era un grande e nobile gesto. Gli scrittori scettici moderni affrontano la questione in una varietà di modi diversi.
Bertrand Russel sosteneva che le azioni individuali si basano sulle credenze delle persone che le compiono e se tali credenze non sono supportate da prove, allora esse possono portare a delle azioni distruttive. James Randi spesso scrive del problema delle truffe perpetuate dagli psichici e dai guaritori. I critici delle medicine alternative spesso indicano ai cattivi consigli dati da professionisti non qualificati che causano lesioni gravi o la morte dei pazienti. Richard Dawkins sostiene che la religione è una fonte di violenza (in L'illusione di Dio), e considera il creazionismo una minaccia alla biologia. Alcuni scettici, come i conduttori del podcast The Skeptics' Guide to the Universe, contrastano certi nuovi movimenti religiosi che si comportano come delle sette.

### Pseudo-scetticismo
In un articolo nel New Statesman, Richard Cameron Willson ha scritto che “il finto scettico è in realtà un dogmatico mascherato, reso più pericoloso per il suo successo nell'appropriarsi del mantello dell'investigatore imparziale e di mentalità aperta.” Alcuni sostenitori di posizioni intellettuali screditate (come ad esempio le teorie del complotto che riguardano l'AIDS, il negazionismo dell'Olocausto, e del riscaldamento globale) adottano comportamenti da pseudo-scettici quando si auto-definiscono “scettici” nonostante il loro scegliere selettivamente le prove che si adeguano ad una credenza preesistente. Secondo Willson, che evidenzia il fenomeno nel libro Don't get fooled again (2008), la caratteristica del falso scetticismo è il suo “concentrarsi non nella ricerca imparziale della verità, ma nella difesa di un preconcetto ideologico.”
Lo scetticismo scientifico è di per sé a volte criticato per questo. Il termine pseudo-scetticismo viene usato di tanto in tanto in settori controversi in cui l'opposizione allo scetticismo scientifico è forte. Ad esempio, nel 1994 Susan Blackmore, un parapsicologo, si è accostata allo scetticismo scientifico, e alla fine è diventata membro di CSICOP nel 1991, ha descritto quello che ritiene essere “la peggior specie di pseudo-scetticismo”:
Nel commentare le etichette “dogmatico” e “patologico” che l'Association for skeptical Investigation usa per i critici delle indagini paranormali, Robert Todd Carroll di The Skeptic's Dictionary sostiene che l'associazione è “un gruppo di investigatori del paranormale pseudo-scettico e dei sostenitori che non apprezzano il giudizio critico degli studi paranormali condotti da autentici scettici e pensatori critici. L'unica forma di scetticismo che viene promossa da questo gruppo, è lo scetticismo verso i critici e [la loro] critica degli studi sul paranormale.

## Aforismi
Il più comune aforisma solitamente associato allo scetticismo è il seguente:
(Marcello Truzzi)
Anche se meno ad effetto, il seguente aforisma riassume ottimamente il metodo dello scetticismo:
"Un saggio scetticismo è la prima qualità di un buon critico"....

## Organizzazioni dedicate allo scetticismo
- Committee for Skeptical Inquiry
- The Skeptics Society
- James Randi Educational Foundation
- CICAP, Comitato Italiano per il Controllo delle Affermazioni sulle Pseudoscienze
- Associazione nazionale del libero pensiero "Giordano Bruno", associazione di liberi pensatori